# Клод (Grand Theft Auto)
Клод е главният герой в играта Grand Theft Auto III, създадена от Rockstar Games и публикувана през 2001 година. Също се появява и в играта Grand Theft Auto: San Andreas създадена от същата компания. Клод е от групата на немите герой. Той никога не говори, няма гласов актьор.

## Биография
Предполага се, че Клод е роден в Сан Фиеро, втория град от играта Grand Theft Auto: San Andreas, в който има гараж за коли. Участва в множество нелегални състезания докато е в San Andreas.
Заедно с приятелката си Каталина предприема дълго пътуване до Liberty City, представен за първи път в Grand Theft Auto III. Няма много сведения какво е правила двойката по пътя, предполага се, че се е занимавала с обири и крадене на коли.
През есента на 2001 година (същата година в която е издадена и самата игра), двойката пристига в Liberty City. По време на обир на банка Каталина предава Клод и го оставя с куршум в тялото в ръцете на полицията, след което бяга с член на Колумбийската Картела (една от мафиите в играта). Клод е спасен от членове на мафията които унищожават единствения мост свързващ първия остров в града с другите два. Клод заедно с експерта по експлозивите 8Ball бягат от местопрестъплението. Клод започва работа за италианската мафия.
По време на работата си за мафията той среща главите на мафията, Joey Leone – синът на мафиотския бос, Toni Cipriani – капо в редиците на групировката и Дон Салваторе Леоне – самия шеф на Италианската мафия. Мафията е във война с Триадата и Картелата. Те използват Клод като убиец и разбиват влиянието на Триадата, след това разрушават кораба на Картелата, от който се произвежда измисления наркотик SPANK.
След като Клод унищожава кораба с помощта на 8Ball, Салваторе Леоне праща Клод в засада, но с помощта на Мария Латур, Клод бяга от засадата и се среща с Мария и главата на японската мафия Якудза – Асука Касен.
Клод върши задачите на Асука, след това и на брат и Канджи. След което започва да работи за бизнесмена Доналд Лов (Donald Love) и убива Канджи Касен. След това започва работа за Рей Маковски, корумпиран полицаи, работещ за Якудза. Доналд праща Клод да върне пратки изпуснати от самолет в морето край Liberty City, те обаче се оказват примамка за полицаите. Клод търси истинската пратка по поръчка на Доналд на летището в града, но намира само група наемници на Картелата които убива. Един микробус бяга от престрелката и Клод го проследява чак до строителна зона в средния остров. Клод избива отряд наемници на Картелата охраняващи зоната, след което се сблъсква с Каталина и Мигел, член на Картелата, които държат пратката на Доналд. Клод ги кара да оставят пратката, но Каталина се измъква. Миг след това Якудза обгражда строителната зона и хваща Мигел.
Клод върши още задачи за Асука. Последната е да прибере пратка от наркотика произвеждан от Картелата от летището. Щом се връща в строителната зона, където Асука го чака намира японката мъртва с писмо от Каталина с искане за откуп в замяна на Мария Латур. Клод отива в имението на Картелата.
Каталина го чака там с армия от наемници. След като прибира парите тя кара един от тях да застреля Клод, но той пребива наемника и се измъква от мястото, след което преследва Каталина до язовир в третия остров. Клод избива всички по пътя си, след което унищожава с гранатомет хеликоптера, след което Клод убива Мария.

## Характер
Клод е „ням“ убиец, безпрекословно изпълняващ поставените задачи. Единственото което прави е да кимне на поставилия му задачата в знак, че разбира. Безскрупулен убиец който убива дори предишни босове, само, защото някой му е дал задачата. Не показва абсолютно никаква емоция, освен когато спасява Мария Латоре от Картела. Клод остава загадка за света и икона в поредицата.

## Интересни факти
Клод е един от двамата главни герои, чиито фамилни имена не са разкрити, другия е Майк от Grand Theft Auto Advance.
Във Бета версията на играта, Клод е чут да говори, казвайки „Get out of the car“ в превод „Излизай от колата“.
Клод не говори в играта, но може да бъде чут да издава много кратък вик при удавяне, прегазване или падане от висока сграда или при продължителна стрелба.